# Înfruntarea secolului
Înfruntarea secolului (titlu original: Masters of the Universe) este un film american cu supereroi din 1987 regizat de Gary Goddard, produs de  Yoram Globus și  Menahem Golan și scris de David Odell. Rolurile principale au fost interpretate de actorii Dolph Lundgren, Frank Langella, Jon Cypher, Chelsea Field, Billy Barty, Courteney Cox, Robert Duncan McNeill și Meg Foster.
Este bazat pe franciza de sabie și vrăjitorie Masters of the Universe produsă de Mattel.
La granița dintre Lumină și Întuneric, pe planeta Eternia, se află Castelul Craniului Cenușiu (Greyskull). Timp de secole, armatele Întunericului au visat doar să captureze acest castel, pentru că oricine controlează castelul va avea puterea de a deveni omnipotent, puterea de a deveni Stăpânii Universului (Masters of the Universe).

## Prezentare
La Gwildor, inventatorul cheii cosmice, a venit Evil-Lyn și a intrat în posesia acestei chei. Datorită ei, Skeletor a pătruns în oraș și a cucerit Castelul Craniului Cenușiu. În acest moment atunci, Gwildor a reușit să facă o a doua cheie. În timp ce se aflau în castel, He-Man și prietenii săi au activat cheia și au ales o direcție la întâmplare. Astfel au ajuns pe Pământ unde au întâlnit prima dată o vacă. După aceea, au plecat în căutarea cheii cosmice, care a dispărut într-o direcție necunoscută. Cheia a căzut în mâinile lui Kevin și Julie în timp ce se aflau în cimitir. Din acest moment, o echipă special instruită se infiltrează pe Pământ pentru a recupera cheia cosmică.

## Distribuție
- Dolph Lundgren - He-Man
- Frank Langella - Skeletor
- Courteney Cox - Julie Winston
- Barry Livingston - Charlie
- James Tolkan - Detectiv Hugh Lubic
- Christina Pickles - Sorceress
- Meg Foster - Evil-Lyn
- Chelsea Field - Teela
- Jon Cypher - Man-At-Arms
- Billy Barty - Gwildor
- Robert Duncan McNeill - Kevin Corrigan
- Anthony De Longis - Blade
- Tony Carroll - Beast Man
- Pons Maar - Saurod
- Robert Towers - Karg
- Peter Brooks - Narator
- Richard Szponder - Pigboy

## Producție
Cheltuielile de producție s-au ridicat la 22 milioane $.

## Lansare și primire
A avut încasări de 17,3 milioane $. Chiar dacă a fost un eșec de box-office, acum este considerat un film idol.
Filmul va fi refăcut de regizorii Aaron și Adam Nee, filmările sunt programate să înceapă în New Mexico la 13 iunie 2022.